# Maltypus brastagiensis
Maltypus brastagiensis is een keversoort uit de familie soldaatjes (Cantharidae). De wetenschappelijke naam van de soort werd in 1993 gepubliceerd door Wittmer.